# Maximiliano Gómez (voetballer)
Maximiliano Gómez González (Paysandú, 14 augustus 1996) is een Uruguayaans voetballer die doorgaans als aanvaller speelt. Hij tekende in juli 2019 een contract tot medio 2024 bij Valencia CF, dat €40.000.000,- voor hem betaalde aan Celta de Vigo. Gómez debuteerde in 2017 in het Uruguayaans voetbalelftal.

## Carrière
Gómez begon met voetballen bij Club Atlético Litoral. Hij werd in 2013 opgenomen in de jeugdopleiding van Defensor Sporting. Daarvoor debuteerde hij op 16 september 2015 in het eerste elftal, tijdens een met 0–1 gewonnen wedstrijd in het toernooi om de Copa Sudamericana uit tegen Universitario. Zijn debuut in de Primera División volgde op 4 oktober 2015, in een met 4–0 verloren duel uit bij Nacional.
Gómez maakte op 17 oktober 2017 zijn eerste doelpunt in het betaald voetbal. Hij zorgde die dag voor de 2–3 in een met diezelfde cijfers verloren competitiewedstrijd thuis tegen Montevideo Wanderers. Gómez  scoorde in zijn debuutseizoen vervolgens nog dertien keer, waaronder vier keer tijdens een met 5–6 gewonnen wedstrijd uit bij El Tanque Sisley. Hij kwam uiteindelijk tot 28 doelpunten in 47 competitiewedstrijden voor Defensor Sporting.
Gómez tekende in mei 2017 een contract tot medio 2022 bij Celta de Vigo, de nummer dertien van de Primera División in het voorgaande seizoen. Hiervoor maakte hij op 19 augustus 2017 zijn officiële debuut. Hij bracht zijn ploeg die dag met 1–0 en met 2–1 voor, maar verloor toch met 2–3 thuis tegen Real Sociedad. Gómez maakte dat jaar zeventien doelpunten in de Primera División en in het seizoen 2018/19 nog dertien. Hij stond in die twee jaar vrijwel elke wedstrijd in de basis. Gómez speelde zich hiermee in de belangstelling van Valencia CF. Hij tekende in juli 2019 een contract tot medio 2024 bij de nummer vier van Spanje in het voorgaande seizoen, die €40.000.000,- voor hem betaalde aan Celta. Santi Mina bewandelde als onderdeel van de overeenkomst de omgekeerde weg.

## Clubstatistieken
| Seizoen     | Club              | Competitie       | Competitie | Competitie | Beker | Beker | Internationaal | Internationaal | Totaal | Totaal |
| Seizoen     | Club              | Competitie       | Wed.       | Dlp.       | Wed.  | Dlp.  | Wed.           | Dlp.           | Wed.   | Dlp.   |
| ----------- | ----------------- | ---------------- | ---------- | ---------- | ----- | ----- | -------------- | -------------- | ------ | ------ |
| 2015/16     | Defensor Sporting | Primera División | 21         | 14         | 0     | 0     | 4              | 0              | 25     | 14     |
| 2016        | Defensor Sporting | Primera División | 14         | 4          | 0     | 0     | —              | —              | 14     | 4      |
| 2017        | Defensor Sporting | Primera División | 12         | 10         | 0     | 0     | 1              | 1              | 13     | 11     |
| Club totaal | Club totaal       | Club totaal      | 47         | 28         | 0     | 0     | 5              | 1              | 52     | 29     |
| 2017/18     | Celta de Vigo     | Primera División | 36         | 17         | 3     | 0     | —              | —              | 39     | 17     |
| 2018/19     | Celta de Vigo     | Primera División | 35         | 13         | 1     | 0     | —              | —              | 36     | 13     |
| Club totaal | Club totaal       | Club totaal      | 71         | 30         | 4     | 0     | 0              | 0              | 75     | 30     |
| 2019/20     | Valencia CF       | Primera División | 18         | 9          | 1     | 1     | 5              | 0              | 24     | 10     |
| Club totaal | Club totaal       | Club totaal      | 18         | 9          | 1     | 1     | 5              | 0              | 24     | 10     |

Bijgewerkt t/m 27 januari 2020

## Interlandcarrière
Gómez debuteerde op 10 november 2017 in het Uruguayaans voetbalelftal, tijdens een oefeninterland in en tegen Polen (0–0). Hij kwam in de 74e minuut in het veld als vervanger voor Giorgian De Arrascaeta. Gómez maakte deel uit van de Uruguayaanse selectie die deelnam aan het WK 2018 in Rusland. Uruguay verloor in de kwartfinale met 2–0 van de latere kampioen Frankrijk. Gómez kwam als invaller in twee van de vijf WK-duels in actie voor zijn vaderland. Hij maakte ook deel uit van de Uruguayaanse ploeg op de Copa América 2019, maar kwam hierop zelf niet in actie.
1 Doménech ·
2 Caufriez ·
3 Mosquera ·
4 Diakhaby ·
5 Barrenechea ·
6 Guillamón ·
7 Canós ·
8 Guerra ·
9 Duro ·
10 Almeida ·
11 Mir ·
12 Correia ·
13 Dimitrievski ·
14 Gayà  ·
15 Tárrega ·
16 López ·
17 Gómez ·
18 Pepelu ·
20 Foulquier ·
21 Vázquez ·
22 Rioja ·
23 Pérez ·
24 Gąsiorowski ·
25 Mamardasjvili ·
30 Valera ·
Coach: Baraja
1 Muslera ·
2 Giménez ·
3 Godín  ·
4 Varela ·
5 Sánchez ·
6 Bentancur ·
7 Rodríguez ·
8 Nández ·
9 Suárez ·
10 De Arrascaeta ·
11 Stuani ·
12 Campaña ·
13 Silva ·
14 Torreira ·
15 Vecino ·
16 Pereira ·
17 Laxalt ·
18 Gómez ·
19 Coates ·
20 Urretaviscaya ·
21 Cavani ·
22 Cáceres ·
23 Silva ·
Coach: Tabárez
1 Muslera ·
2 Giménez ·
3 Godín  ·
4 Araújo ·
5 Vecino ·
6 Bentancur ·
7 De La Cruz ·
8 Pellistri ·
9 Suárez ·
10 De Arrascaeta ·
11 Núñez ·
12 Sosa ·
13 Varela ·
14 Torreira ·
15 Valverde ·
16 Olivera ·
17 Viña ·
18 Gómez ·
19 Coates ·
20 Torres ·
21 Cavani ·
22 Cáceres ·
23 Rochet ·
24 Canobbio ·
25 Ugarte ·
26 Rodríguez ·
Coach: Alonso